# Численное моделирование плазмы
Численное моделирование плазмы подразумевает решение динамических уравнений, которые описывают состояние плазмы. Обычно уравнения движения заряженных частиц решаются совместно с уравнениями Максвелла для электромагнитных полей или уравнением Пуассона для электростатических полей. При этом поля входят в выражение для действующих на частицы сил Лоренца. В то же время токи и заряды частиц учитываются как источники в уравнениях для поля
Существует несколько основных моделей плазмы: модель пробных частиц, частиц в ячейке, прямое решение кинетического уравнения, жидкостная, гибридная, гирокинетическая гибридная и другие модели. Все они рассматривают плазму как систему, состоящую из большого числа частиц и создаваемого ими коллективного (самосогласованного) электромагнитного поля.

## Модель пробных частиц
Модель пробных частиц описывает плазму, как совокупность отдельных частиц, электронов и ионов, движущихся в заданных (то есть не зависящих от движения рассматриваемых частиц) электрических и магнитных полях. Движение каждой частицы описывается законом Ньютона с учётом силы Лоренца. Во многих случаях, представляющих практический интерес, это движение можно рассматривать как суперпозицию движения вдоль магнитной силовой линии, относительно быстрого вращения частицы по круговой орбите, перпендикулярной к магнитному полю (центр этой окружности называют ведущим центром) и относительно медленного дрейфа ведущего центра в направлении, преимущественно перпендикулярном к магнитному полю

## Кинетические модели плазмы
Кинетическое описание плазмы является наиболее фундаментальным. Численное интегрирование кинетических моделей ставит целью найти функцию распределения частиц,
{\displaystyle f({\vec {x}},{\vec {v}},t)}
где независимые переменные {\displaystyle {\vec {x}}}, а также {\displaystyle {\vec {v}}} являются координатами положения и скоростью частицы, соответственно. Кинетическое описание достигается путем решения кинетического уравнения Больцмана или, когда необходим детальный учёт самосогласованного электромагнитного поля, уравнениями Власова—Максвелла. Во многих практически важных случаях достаточно решить более простое кинетическое уравнение в форме Фоккера — Планка, если столкновения или иное рассеяние частиц делает форму их функции распределения близкой к Максвелловской. Заряды и токи, создаваемые функциями распределения, самосогласованно определяют электромагнитные поля согласно уравнениям Максвелла. В последнее время созданы коды, решающие уравнение Власова без упрощения Фоккера — Планка (Власиаторы).
Кинетическое уравнение с математической точки зрения представляет собой дифференциальное уравнение в частных производных. Математически альтернативным способом решения таких уравнений является интегрирование уравнений движения большого числа частиц (но всё же очень малого в сравнении с фактическим числом «микрочастиц» — электронов и протонов — в реальной плазме, что позволяет называть эти объекты «макрочастицами»), движущимися под действием силы Лоренца. Этот, наиболее популярный, подход сохраняет описание в виде дискретной функции координат только для электромагнитных полей на расчётной сетке, разбивающей расчётную область на «ячейки». Отсюда происходит название метода «частицы-в-ячейках» (англ. particle-in-cell (PIC)).

## Жидкостное описание
Полное кинетическое описание требует чрезвычайно больших вычислительных ресурсов. Более проста и вычислительно эффективна жидкостная модель, которая вместо полной функции распределения, зависящей от трёх компонент скорости, оперирует с моментами функции распределения, то есть её интегралами по пространству скоростей, такими как плотность, плотность импульса (или средняя скорость) и плотность энергии (или средняя энергия). Уравнения для этих интегральных величин, после интегрирования уже не зависящих от скоростей частиц, а только от координат и времени, называются уравнениями гидродинамики. Если учитываются эффекты магнитного поля, речь идёт об уравнениях магнитной гидродинамики. Уравнения движения получаются путем взятия скоростных моментов (то есть интегрированием по пространству скоростей) от уравнения Власова. Уравнения гидродинамики не являются замкнутыми, пока не определены коэффициенты переноса, таких как подвижность, коэффициенты диффузии и теплопроводности, усредненные частоты столкновений и т. д. Для нахождения транспортных коэффициентов приближённо предполагают специальный вид функций распределения частиц по скорости. Такой подход не только чрезвычайно упрощает задачу численного моделирования, но и позволяет для моделирования плазмы использовать широко развитые (ввиду их практической применимости) численные методы решения задач гидроаэромеханики.

## Гибридное кинетическое и жидкостное описание
Гибридная кинетическая и жидкостная модель представляет собой комбинацию жидкостной и кинетической моделей, в которой какие-то компоненты плазмы (обычно, электроны) описываются как жидкость, а другие (обычно все ионы или некоторые сорта ионов) кинетически, в рамках схемы частиц-в-ячейках. Таким способом достигают существенной экономии численных ресурсов, но при этом из рассмотрения исключаются кинетические электронные эффекты, такие как ленгмюровские колебания.

## Гирокинетическое описание
В гирокинетической модели, пригодной для описания плазмы в сравнительно сильном магнитном полем, уравнения движения частиц усредняются по быстрому круговому движению. Другими словами, при этом рассматривается движение не самой частицы, а сравнительно медленное движение ведущего центра её орбиты вдоль магнитной силовой линии и, если требуется, дрейфа поперёк магнитного поля. Эта модель широко использовалась для моделирования плазменных неустойчивостей в токамаках, а в последнее время и в астрофизических приложениях.

## Методы квантовой теории поля
Методы квантовой теории могут быть использованы для решения уникальных задач моделирования, в том числе в ситуации, когда другие методы не применимы.